# Sega AM3
A Sega AM Research & Development No. 3 (セガ第三AM研究開発部, Sega Daisan Ē Emu Kenkyū Kaihatsu Bu) foi uma divisão dentro da companhia japonesa de jogos eletrônicos Sega. Ela foi estabelecida em 1993 e inicialmente gerenciada por Hisao Oguchi, tendo desenvolvido diversos títulos de sucesso para a divisão de arcades da Sega, como Virtual On, Sega Rally, Crazy Taxi e Virtua Tennis.  Seu foco mudou para o desenvolvimento de títulos para console com o lançamento do Dreamcast em 1998.
A Sega reorganizou seu estúdios como empresas semi-autônomas em 2000, assim a Sega AM3 tornou-se Hitmaker. Ela expandiu seu desenvolvimento de títulos, porém não teve tanto sucesso quanto anteriormente. Oguchi deixou a companhia em 2003 e assumiu a presidência da Sega. O estúdio Sega Rosso foi fundido com a empresa no mesmo ano, enquanto a Hitmaker foi integrada de volta para a Sega em 2004. A designação AM3 continuou a ser usada até 2009, quando foi fundida com outros departamentos.

## Jogos

### Jogos desenvolvidos pela AM3
- Rail Chase — (1991) — Arcade (Sega Y)
- Jurassic Park (Mega Drive) (1992) — Sega Mega Drive
- Star Wars Arcade — (1994) — Arcade (Model 1), Sega 32X
- Funky Head Boxers — (1995) — Arcade (ST-V), Sega Saturn
- Virtual On — (1995) — Arcade (Model 2), Sega Saturn
- GunBlade NY — (1995) — Arcade (Model 2)
- Manx TT — (1996) — Arcade (Model 2), Sega Saturn
- Decathlete — (1996) — Arcade (ST-V), Sega Saturn
- Last Bronx — (1996) — Arcade (Model 2), Sega Saturn
- The Lost World: Jurassic Park — (1997) — Arcade (Model 3)
- Top Skater — (1997) — Arcade (Model 2)
- Winter Heat — (1997) — Arcade (ST-V), Sega Saturn
- Dirt Devils — (1998) — Arcade (Model 3)
- Virtual On Oratorio Tangram — (1998) — Arcade (Model 3), Sega Dreamcast
- L.A. Machineguns — (1998) — Arcade (Model 3)
- Crazy Taxi — (1998) — Arcade (NAOMI)
- Toy Fighter — (1999) — Arcade (NAOMI)
- Jambo Safari — (1999) — Arcade (NAOMI)
- Derby Owners Club — (1999) — Arcade (NAOMI)
- Virtua Tennis — (1999) — Arcade (NAOMI), Sega Dreamcast

### Jogos desenvolvidos pela Hitmaker
- Confidential Mission — (2000) — Arcade (NAOMI), Sega Dreamcast
- Crazy Taxi 2 — (2001) — Sega Dreamcast
- Virtua Tennis 2 — (2001) — Arcade (NAOMI), Sega Dreamcast, PlayStation 2
- Segagaga — (2001) — Sega Dreamcast
- The Maze Of The Kings — (2002) — Arcade (NAOMI)
- Virtua Athletics — (2002) — Arcade (NAOMI)
- Crazy Taxi 3: High Roller — (2002) — Xbox, Arcade (Sega Chihiro)
- Virtual On Marz — (2003) — PlayStation 2